# Der Tag des Doktors
Der Tag des Doktors (engl. Originaltitel The Day of the Doctor) ist die 15. Episode der siebten Staffel der Neuauflage der britischen Science-Fiction-Serie Doctor Who. Bei der Episode handelt es sich um das Jubiläumsspecial zum 50-jährigen Bestehen der Serie in Spielfilmlänge. Drehbuchautor war der damalige Showrunner Steven Moffat. Die Erstausstrahlung fand weltweit am 23. November 2013 statt, auf den Tag genau 50 Jahre nach der Erstausstrahlung der allerersten Folge Das Kind von den Sternen.
Neben den zum Produktionszeitpunkt aktuellen Hauptdarstellern Matt Smith und Jenna Coleman kehren zudem die früheren Hauptdarsteller David Tennant und Billie Piper zurück. In einer weiteren Hauptrolle ist John Hurt zu sehen.
Der Tag des Doktors wurde für den Hugo Award in der Kategorie Beste dramatisch Umsetzung Kurzform nominiert (u. a. neben dem Comedy-Kurzfilm The Five(ish) Doctors Reboot und dem Dokudrama Ein Abenteuer in Raum und Zeit) und erhielt den Publikumspreis der BAFTA Awards.

## Handlung
Im Jahr 2013 werden der elfte Doktor und Clara Oswald von UNIT zu einem dringenden Termin gebeten. UNIT handelt damit auf einen direkten Befehl von Königin Elisabeth I., welche den Doktor in einem alten Brief vor einer großen Gefahr warnt. Im Untergeschoss der National Gallery werden einige Gemälde vom Planeten Gallifrey, dem als zerstört geltenden Heimatplaneten des Doktors, aufbewahrt. Deren besondere Eigenschaft besteht darin, dass sie "lebendige" Momente festhalten. Unter diesen Gemälden befindet sich eines, dass den letzten Tag des letzten großen Zeitkrieges zeigt, den Tag, an dem Gallifrey zerstört und all seine Bewohner ausgelöscht wurden. Aus einem anderen dieser Bilder scheint zudem ein außerirdisches Wesen entkommen zu sein. Als der Doktor mit der Untersuchung dieses Gemäldes beginnen will, öffnet sich ein Zeitportal.
Im Jahr 1562 verbringt der zehnte Doktor Zeit mit Königin Elisabeth. Da er vermutet, dass Elisabeth durch einen Zygonen, eine formwandelnde Spezies von Welteroberern, ausgetauscht wurde, macht er ihr einen Heiratsantrag, im Glauben, dass die echte Königin diesem nie zustimmen würde. Als Elisabeth den Antrag annimmt, glaubt der Doktor, den Zygonen entdeckt zu haben; allerdings stellt sich heraus, dass es sich bei Elisabeths Pferd um den Zygonen handelt. Bei der Flucht vor dem Zygonen werden der Doktor und Königin Elisabeth voneinander getrennt. Als sie wieder zueinander finden, hat jedoch der Zygon die Form der Königin angenommen. Bevor der Doktor herausfinden kann, bei welcher es sich um die echte Elisabeth handelt, öffnet sich auch bei ihm ein Zeitportal.
Am letzten Tag des Zeitkrieges ist es dem Kriegsdoktor gelungen, das Moment, die mächtigste Bombe des Universums, in seinen Besitz zu bekommen. Niemand zuvor hatte es je gewagt, die Bombe auch nur anzurühren; nur wenige Timelords wissen überhaupt von ihrer Existenz. Der Legende nach führte ihre ungeheure potenzielle Macht dazu, dass die Maschine selbst über die Jahrtausende ein Bewusstsein entwickelte, welches bislang ihren tödlichen Einsatz verhinderte. Mit dieser Bombe will der Doktor nun das Kriegstreiben zwischen seinem Volk, den Timelords, und den Daleks mit der Zerstörung der Dalekflotte und des gesamten Planeten Gallifrey ein für alle mal beenden. Er sieht in diesem gleichzeitigen Genozid an seinem eigenen Volk und ihren ärgsten Feinden seine einzige und letzte Möglichkeit, das restliche Universum vor der völligen Auslöschung zu bewahren. Bevor er jedoch herausfinden kann, wie die Bombe scharf gestellt wird, meldet sich das Bewusstsein des Moment in der Form seiner zukünftigen Begleiterin Rose Tyler zu Wort und bezeichnet sich selbst als Bad Wolf. Sie nahm diese Form an in der Hoffnung, der Doktor werde eher auf eine Person hören, der er ohne weiteres sein Leben anvertraut hatte. Leider hat es sich dabei in der Zeitlinie vertan und in seine persönliche Zukunft geblickt – Rose bzw. Bad Wolf erhält erst für die folgende neunte und zehnte Inkarnation des Doktors diese tiefe Bedeutung. Der Doktor, vom Krieg gezeichnet und ohne Lebenswillen, verweigert sich daher Roses flehenden Versuchen, ihn von seiner schrecklichen Entscheidung abzubringen. Sie öffnet daraufhin ein Zeitportal, um ihm die Konsequenzen dieser Tat anhand seiner zukünftigen Inkarnationen zu zeigen.
Zurück im Jahr 2013 durchquert der elfte Doktor das Zeitportal und gelangt so zum zehnten Doktor ins Jahr 1562. Im Wissen, dass eine Überschneidung ihrer verschiedenen Zeitlinien nichts Gutes zu bedeuten hat, versuchen sie herauszufinden, was es mit dem Portal auf sich hat. Nachdem sie beide Elisabeths vom Portal weggeschickt haben, um die Richtige in Sicherheit zu bringen, durchquert auch der Kriegsdoktor das Portal und stößt zu seinen beiden zukünftigen Inkarnationen. Kurz darauf kehrt eine der Elisabeths mit Wachsoldaten zurück, die die drei Doktoren abführen und in den Tower von London sperren, von wo sie aufgrund der altmodischen Beschaffenheit der Tür nicht sofort ausbrechen können (die Schallschraubenzieher sind Holz gegenüber wirkungslos). Im Kerker prallen drei Welten aufeinander: der ernsthafte, aber mit rund 800 Jahren noch recht junge Kriegsdoktor steht noch vor der schwersten Entscheidung seines Lebens und kann nicht verstehen, weshalb seine älteren Inkarnationen mit so jugendlichen Körpern und scheinbar unreifen Sprüchen umherlaufen. Er kratzt an der Oberfläche und stößt auf die tiefen Traumata, die seine für ihn noch in der Zukunft liegende Entscheidung bei den beiden hervorgerufen hat. 
Doch auch die älteren beiden blicken sehr unterschiedlich auf die Ereignisse. Der zehnte Doktor, inzwischen etwa 900 Jahre alt, maskiert mit seiner jugendlichen Naivität die tiefe Reue und Trauer, die ihn verfolgen. Er hat inzwischen auch eine lange schreckliche Nacht damit verbracht, zu zählen, wie viele Kinder wohl im Moment seiner Tat auf seinem Heimatplaneten umherliefen (knapp 2,5 Milliarden). Der elfte Doktor, noch einmal ca. 300 Jahre älter als der zehnte (er selbst ist nicht ganz sicher), hat in seiner Hoffnungslosigkeit ein völlig neues Kapitel aufgeschlagen und die toten Kinder verdrängt. Hinter ihm liegt bereits eine weitere traumatische Erfahrung: Er sah sein eigenes Grab auf Trenzalore und musste feststellen, dass er wohl bis zu seinem Lebensende in unzählige weitere nicht endende Kriege verwickelt sein und immer weiter von seinem Versprechen bzw. Vorsatz, als „Doktor“, Heiler und Hoffnungsträger zu sein, abrücken wird.
Parallel dazu, im Jahr 2013, brechen Clara und Kate Stewart, die Leiterin von UNIT, die das Geschehen durch das Portal hinweg mitanhören konnten, ebenfalls zum Tower auf, um dort nach Hinweisen zu suchen, um die Doktoren aus der Situation zu befreien. Der Tower ist zu diesem Zeitpunkt eine UNIT-Niederlassung, genannt das schwarze Archiv. Dort angekommen, stellt sich heraus, dass Kate bereits in der National Gallery ebenfalls durch einen Zygonen ausgetauscht wurde. Gerade noch rechtzeitig kann Clara mithilfe eines Zeitmanipulators und dem dazu passenden Aktivierungscode, den der elfte Doktor in eine Wand der Zelle im Jahr 1562 ritzte, flüchten. Die echte Kate wird währenddessen von ihrer Assistentin Osgood, die ebenfalls von einem Zygonen im schwarzen Archiv kopiert wird, aus der National Gallery befreit.
Clara gelingt es, die drei Doktoren zu befreien. Es stellt sich heraus, dass es sich bei der Königin um die echte Elisabeth handelte, die ihre Doppelgängerin erstochen hat und die Doktoren wegsperren ließ. Sie war es auch, die die Zygonen in den Timelord-Gemälden einsperrte, um ihr Königreich zu schützen. Die drei Doktoren und Clara erreichen mit Hilfe des Gemäldes des letzten Kriegstages das schwarze Archiv und schaffen es gerade noch rechtzeitig, eine militärische Offensive der beiden Kates zu unterbinden und die Parteien an den Verhandlungstisch zu bringen. Beeindruckt von dem, was seine zukünftigen Inkarnationen gerade bei den verfeindeten Seiten bewegt haben, kehrt der Kriegsdoktor zurück an den letzten Tag des Zeitkrieges. Die Vorstellung, zu diesen Männern zu werden, welche, angetrieben von ihrer eigenen Schuld, ihr ganzes Leben der Rettung anderer Völker verschrieben haben, macht ihm nicht länger Angst, sondern gibt ihm den Mut, den grausamen endlosen Krieg nun auf diese schreckliche Art zu beenden. 
Das Bewusstsein des Moments kann den Kriegsdoktor gerade noch lange genug hinhalten, bis für ihn unerwartet die anderen beiden Doktoren und Clara eintreffen. Sie beichten ihm, dass sie ihn so tief in ihren Erinnerung begraben haben, dass sie ihn nicht mehr als einen Teil ihrer selbst ansahen. Nun jedoch wollen sie ihm bei der Zerstörung Gallifreys beistehen, weil sie erkannt haben, dass es an diesem Tag unmöglich war, das Richtige zu tun. Als der Kriegsdoktor das blonde Mädchen erwähnt und der Begriff Bad Wolf fällt, ahnt der zehnte Doktor für einen kurzen Moment, welche alte Freundin seine Welt ein weiteres Mal gerettet hat.
Als die Doktoren das Moment zünden wollen, gelingt es Clara und Rose schließlich, sie davon zu überzeugen, dass es noch einen anderen Weg geben kann und muss, um den Krieg zu beenden. Die Doktoren kommen zu dem Schluss, dass es vereint möglich sein müsste, Gallifrey wie ein Timelord-Gemälde in einem einzelnen Moment in der Zeit einzufrieren und so in einer Blase am Außenrand des Universums in Sicherheit zu bringen. Mit Hilfe all seiner Inkarnationen (alle bisherigen und eine zukünftige – der von Peter Capaldi verkörperte zwölfte Doktor) gelingt dieses gefährliche Unterfangen tatsächlich, der von zwölf TARDISen umkreiste Planet löst sich auf. Die im Orbit des Planeten befindlichen Dalek-Schiffe zerstören sich beim urplötzlichen Verschwinden Gallifreys gegenseitig.
Unsicher, ob ihnen das Einfrieren Gallifreys gelungen ist, kehren der Kriegsdoktor, der Zehnte und Elfte, sowie Clara zurück zur National Gallery, wo sie erneut das Gemälde des letzten Kriegstages begutachten. Der elfte Doktor klärt auf, dass der Titel des Bildes umstritten ist und sich die Experten uneins zwischen Nicht mehr (No More! – Es reicht!) und Gallifrey fällt wären. Des Weiteren klärt er seine jüngeren Inkarnationen darüber auf, dass sie ihre Erinnerung an die gemeinsame Zeit verlieren werden, sobald sie wieder auf ihren eigenen Zeitlinien sind, und somit weiterhin von der Zerstörung Gallifreys ausgehen werden. Zumindest der elfte Doktor und seine folgenden Inkarnationen werden nun aber Hoffnung auf ein Wiedersehen mit ihrem Volk schöpfen können. Nach dem Abschied stirbt der Körper des Kriegsdoktors an Altersschwäche und er regeneriert in seiner TARDIS zum neunten Doktor. Der elfte Doktor, der noch einen Moment allein in der Galerie verbleibt, trifft auf den Kurator (der gealterte Tom Baker – vierter Doktor), welcher ihm sagt, dass der Titel des Gemäldes eigentlich Gallifrey fällt nicht mehr lautet. Er gibt dem elften Doktor indirekt den Hinweis, dass es ihm gelungen ist, Gallifrey zu retten und dass es nun seine Aufgabe ist, den Planeten wiederzufinden.
Die Folge endet mit einer Traumsequenz des elften Doktors, in der er gemeinsam mit all seinen vorherigen Inkarnationen sein neues Ziel am Horizont erblickt: Gallifrey.

## Hintergrund
Bei Der Tag des Doktors handelt es sich um die vierte Multi-Doktor-Geschichte (Die Children in Need Specials Dimensions in Time und Time Crash nicht mitgezählt) der Seriengeschichte. Ursprünglich plante Showrunner Steven Moffat alle bisherigen Doktoren der neuen Serie aufeinander treffen zu lassen. Da der Darsteller des neunten Doktors Christopher Eccleston jedoch ablehnte, in seine Rolle zurückzukehren und Moffat zu große Bedenken beim Verwenden des achten Doktors, gespielt von Paul McGann, hatte, wurde die Figur des Kriegsdoktors extra für dieses Special konzipiert. Alle bisherigen Inkarnationen des Doktors haben in Form wiederverwendeter Szenen einen Auftritt und alle Darsteller werden entsprechend im Abspann gewürdigt. Eine Besonderheit stellt jedoch Tom Baker, Darsteller des vierten Doktors und aufgrund seiner langen „Amtszeit“ am häufigsten mit der klassischen Serie assoziiert, dar, welcher gegen Ende der Folge als mysteriöser Kurator auftritt und dessen zusätzliche Rolle im Abspann nicht erwähnt wird. Im Dialog mit dem elften Doktor wird auf seine Ähnlichkeit mit dem vierten Doktor angespielt, trotz kryptischer Andeutungen jedoch nicht tiefer darauf eingegangen. Capaldis im Vorfeld der Ausstrahlung geheimgehaltener Cameo-Auftritt als zwölfter Doktor stellt ein Novum der Serie dar, da erstmals eine zukünftige Inkarnation des Doktors (sieht man vom Valeyard ab, welcher jedoch keine Regeneration im eigentlichen Sinne ist) noch vor der Regeneration ihres Vorgängers auftritt. Von Capaldi sind lediglich für wenige Sekunden dessen Hand und Augen zu sehen und er ist die einzige Inkarnation des Doktors, welche nicht im Abspann genannt wird.
Zum Special wurden zwei Prequels in Form von Miniepisoden produziert. Zum einen Die Nacht des Doktors (engl. Originaltitel The Night of the Doctor), die die Regeneration des achten Doktors in den Kriegsdoktor zeigt und somit auch McGanns Rückkehr in seine alte Rolle zeigt, sowie The Last Day, die die Ereignisse des letzten Kriegstages aus der Sicht eines gallifreyischen Soldaten zeigt. Die Episode wurde neben der TV-Ausstrahlung weltweit in ausgewählten Kinos in einer 3D-Fassung aufgeführt.

## Heimkino-Veröffentlichung
Das Special wurde nicht innerhalb einer Staffelbox, sondern als separater Film, auf Blu-Ray und DVD veröffentlicht, wobei der Blu-Ray Fassung die 3D-Version des Filmes mit beiliegt. Im Vereinigten Königreich erschien die Heimauswertung am 2. Dezember, in den USA einen Tag später, am 3. Dezember 2013. Im deutschsprachigen Raum erschien das Special am 20. Dezember 2013 auf DVD und Blu-Ray.
Ein 13-minütiger Making-of-Film mit dem Titel Behind the Lens erhielt eine humoristische Moderation aus dem Off von Colin Baker (Sechster Doktor), der auch in einer kurzen Videosequenz im Tonstudio zu sehen ist.

## Fortsetzungen
Die Geschichte um die Zygonen-Doppelgänger wurde in der neunten Staffel in der Doppelfolge Die Invasion der Zygonen (engl. Originaltitel The Zygon Invasion) und Die Inversion der Zygonen (engl. Originaltitel The Zygon Inversion) fortgeführt. Gallifreys Schicksal im eingefrorenen Moment wird in Die Angst des Doktors (engl. Heaven Sent) und In Teufels Küche (engl. Originaltitel Hells Bent) dargestellt.

## Synchronisation
Die Synchronisation des Specials übernahm die Splendid Synchron GmbH, für die Dialogregie zeichnete Luise Charlotte Brings, welche auch das Dialogbuch schrieb, verantwortlich.
| Rolle                         | Schauspieler          | Synchronsprecher     |
| ----------------------------- | --------------------- | -------------------- |
| Der (11.) Doktor              | Matt Smith            | Tobias Nath          |
| Der (10.) Doktor              | David Tennant         | Philipp Brammer      |
| Der (Kriegs-) Doktor          | John Hurt             | Fred Maire           |
| Clara Oswald                  | Jenna Coleman         | Ilona Otto           |
| Das Moment / Rose Tyler       | Billie Piper          | Maren Rainer         |
| Kate Stewart                  | Jemma Redgrave        | Andrea Aust          |
| Osgood                        | Ingrid Oliver         | Ghadah Al-Akel       |
| Androgar                      | Peter de Jersey       | Thomas Schmuckert    |
| Der General                   | Ken Bones             | Axel Lutter          |
| Time Lady                     | Sophie Morgan-Price   | Nana Spier           |
| Königin Elisabeth I.          | Joanna Page           | Cathlen Gawlich      |
| Lord Bentham                  | Orlando James         | Florian Hoffmann     |
| McGillop                      | Jonjo O’Neill         | Karlo Hackenberger   |
| Atkins                        | Tom Keller            | Dirc Simpson         |
| Daleks                        | Nicholas Briggs       | Gregor Höppner       |
| Der (4.) Doktor / Der Kurator | Tom Baker             | Michael Schwarzmaier |
| Der (1.) Doktor               | William Hartnell      | Michael Schwarzmaier |
| Der (2.) Doktor               | Patrick Troughton     | Michael Schwarzmaier |
| Der (3.) Doktor               | Jon Pertwee           | Michael Schwarzmaier |
| Der (5.) Doktor               | Peter Davison         | Michael Schwarzmaier |
| Der (6.) Doktor               | Colin Baker           | Michael Schwarzmaier |
| Der (7.) Doktor               | Sylvester McCoy       | Michael Schwarzmaier |
| Der (8.) Doktor               | Paul McGann           | Michael Schwarzmaier |
| Der (9.) Doktor               | Christopher Eccleston | Frank Röth           |

## Trivia
Da es sich bei der Folge um ein Jubiläumsspecial handelt, kommt es zu diversen Anspielungen an die Serienvergangenheit:
- Es wird das Intro aus der allerersten Folge Das Kind von den Sternen verwendet.
- Clara arbeitet in der Coal Hill School, deren Leiter als "I. Chesterton" eingeblendet wird. In der erwähnten allerersten Folge ist Susan, die Enkelin des Doktors hier Schülerin. Barbara Wright und Ian Chesterton, die ersten Begleiter des Doktors sind zwei von Susan's Lehrern.
- Osgood trägt den Schal des vierten Doktors.
- Der letzte Tag des Zeitkrieges und das Entwenden des Moments durch den Doktor wurden bereits 2009 in der Folge Das Ende der Zeit, Teil 1 (engl. Originaltitel The End of Time, Part 1) thematisiert.
- Der elfte Doktor weist den zehnten an, die Polarität des Zeitportals umzukehren: die Standardlösung des dritten Doktors.
- Es wird auf frühere Begegnungen verschiedener Inkarnationen des Doktors angespielt, im Speziellen auf die Ereignisse von The Three Doctors und Die fünf Doktoren (engl. Originaltitel The Five Doctors), an denen Kates Vater, Brigadier Alistair Gordon Lethbridge-Stewart, beteiligt war.
- Im schwarzen Archiv hängen Fotos ehemaliger Begleiter des Doktors.
- Die Doktoren geben sich Spitznamen aufgrund ihrer äußerlichen Eigenheiten, so wie es der erste Doktor mit dem zweiten Doktor und dritten Doktor in The Three Doctors handhabte.
- Der Zeitmanipulator, mit dem Clara ins Jahr 1562 reist, gehörte Captain Jack Harkness, einem wiederkehrenden Begleiter des neunten und zehnten Doktors, sowie Hauptfigur der Ableger-Serie Torchwood.
- Dem zehnten Doktor gefällt die neue Einrichtung der TARDIS durch den elften Doktor nicht (engl. „You have this place redecorated. I don't like it.“) – eine Anspielung auf die Multi-Doktor-Geschichten The Three Doctors und The Five Doctors, bei denen es dem zweiten Doktor mit der TARDIS des dritten Doktors sowie mit dem Büro des Brigadiers ähnlich erging.
- Die letzten Worte des Kriegsdoktors vor seiner Regeneration sind „Oh, das ergibt Sinn, natürlich... Wenn auch ein bisschen abgenutzt. Ich hoffe nur, die Ohren sind nach meinem Geschmack und ein bisschen unauffälliger.“ (engl. „I suppose it makes sense... wearing a bit thin. I hope the ears are a bit less conspicuous this time.“). Mit den Worten „wearing a bit thin“ begründete der erste Doktor seine Regeneration in The Tenth Planet. Der Wunsch nach unauffälligeren Ohren ist eine Anspielung auf die Folge Rose, in der der neunte Doktor diese als einzige an seinem Körper bemängelt, als er sich zum ersten Mal in dieser Form im Spiegel sieht.
- Der zehnte Doktor zeigt seine Anerkennung gegenüber dem elften Doktor mit den Worten „Schön zu wissen, dass meine Zukunft in guten Händen ist“ (engl. „Good to know my future is in safe hands.“). Mit den exakt gleichen Worten bedenkt der erste Doktor den fünften in Die fünf Doktoren.
- Der zehnte Doktor verabschiedet sich mit den Worten „Ich möchte nicht gehen“ (engl. „I don't want to go“) von Clara und dem elften Doktor. Dies waren auch seine letzten Worte vor seiner Regeneration in Das Ende der Zeit, Teil 2 (engl. The End of Time, Part 2).

Am 21. März 2020 um 20 Uhr mitteleuropäischer Zeit wurde der Film im Rahmen eines durch Fans organisierten Events „gemeinsam“ geschaut. Dabei sah jeder die Folge für sich und twitterte unter dem (zur Veröffentlichung 2013 schon verwendeten) Hashtag „SaveTheDay“ über den Film. Dieses Event fand unter Fans weltweit Anklang und wurde wenige Tage später mit der Folge Rose wiederholt. Ebenfalls beteiligte sich der Autor der Folge, Steven Moffat, an der Aktion.